# Till Lindemann
Pour les articles homonymes, voir Lindemann.
Till Lindemann, né le 4 janvier 1963 à Leipzig en RDA, est un auteur, compositeur, chanteur, acteur et poète allemand.
Après une courte carrière en natation comme espoir sportif est-allemand, Lindemann se reconvertit dans la musique et se fait connaitre dans le milieu des années 1990 en étant le chanteur du groupe de metal industriel allemand Rammstein. Son chant est reconnaissable grâce à sa voix de baryton et il est souvent considéré comme le meneur du groupe par sa présence scénique en concert. En 2015, en parallèle de Rammstein, il lance une carrière solo au sein du duo homonyme Lindemann.
Lindemann est fréquemment au cœur de polémiques, que ce soit par le biais du groupe Rammstein, avec des accusations associant le groupe au nazisme ou d'incitation à la violence, mais aussi de façon personnelle, avec notamment en 2023 une enquête au sujet d'agressions sexuelles présumées, qui reste sans suite.

## Biographie

### Enfance
Till Lindemann est né le 4 janvier 1963 à Leipzig en RDA,. Il passe son enfance dans le petit village de Wendisch-Rambow non loin de Schwerin, où il vit avec sa mère Brigitte, journaliste et son père Werner écrivain et poète pour enfants. Il a une sœur de 6 ans sa cadette. Ses parents divorcent lorsqu'il a 12 ans.
Le garçon et le père s'entendaient mal, notamment à cause des problèmes d'alcool de ce dernier. Depuis la mort de son père en 1992 et ses funérailles, Till n'est jamais revenu sur sa tombe.
En difficulté scolaire, Till s'intéressait plutôt au sport. Il nageait très bien et il est entré dans une école sportive puis dans l'équipe de natation du Rostock Sport Club où il a collectionné quelques trophées (dont une médaille d'argent en junior). Il déclare que « les conditions étaient dures, la rigidité de rigueur et la discipline omniprésente, mais quand vous êtes un enfant vous ne protestez pas. » En 1978, il termine 7e aux 400 mètres des championnats européens junior de natation à  Florence, et est candidat pour les Jeux olympiques d'été de 1980. Cependant, avec des résultats trop justes et une indiscipline remarquée, il est contraint d'abandonner la natation.
Il enchaine alors les emplois mais se fait remarquer pour son indiscipline. Il manque de faire un séjour en prison pour avoir refusé d'effectuer son service militaire, mais revint finalement sur sa décision.

### Carrière musicale
Till commence à se consacrer alors pleinement à la musique, en étant batteur dans le groupe punk First Arsch. Le groupe sort un album en 1992, où Till chantera de façon ponctuelle.
En 1993, quand Till, Christoph Schneider et Richard Zven Kruspe ont fondé le groupe Rammstein, ils répétaient dans un appartement à Berlin. Richard découvre le talent de chanteur de Till alors que celui-ci est ivre mort. Richard eut beaucoup de mal à faire chanter Till. Lorsqu'il est parvenu à faire un enregistrement, il n'aligna que deux mots car il était ivre après avoir bu une bonne quantité de schnaps.
Il eut son diplôme de pyrotechnie, ce qui l'autorisera plus tard à manipuler les artifices et explosifs lors des concerts de Rammstein car il déteste ne rien faire durant les longs morceaux instrumentaux du groupe.

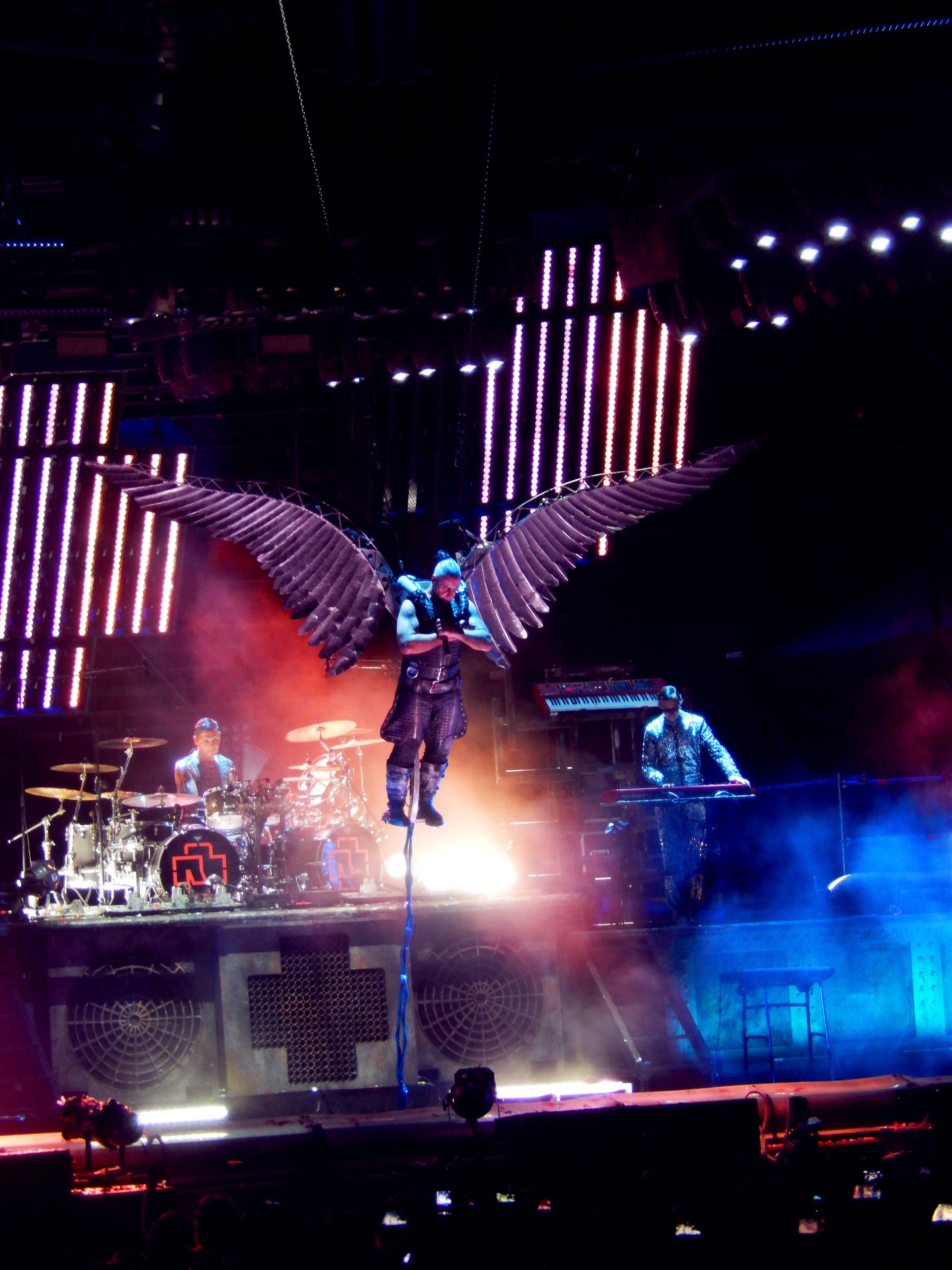
Till Lindemann (Rammstein aux Arènes de Nîmes le 13 juillet 2017)

Till s'est aussi consacré au cinéma, avec une apparition remarquée dans le film Vinzent, ainsi qu'une autre dans le film pour enfants Amundsen, der Pinguin.

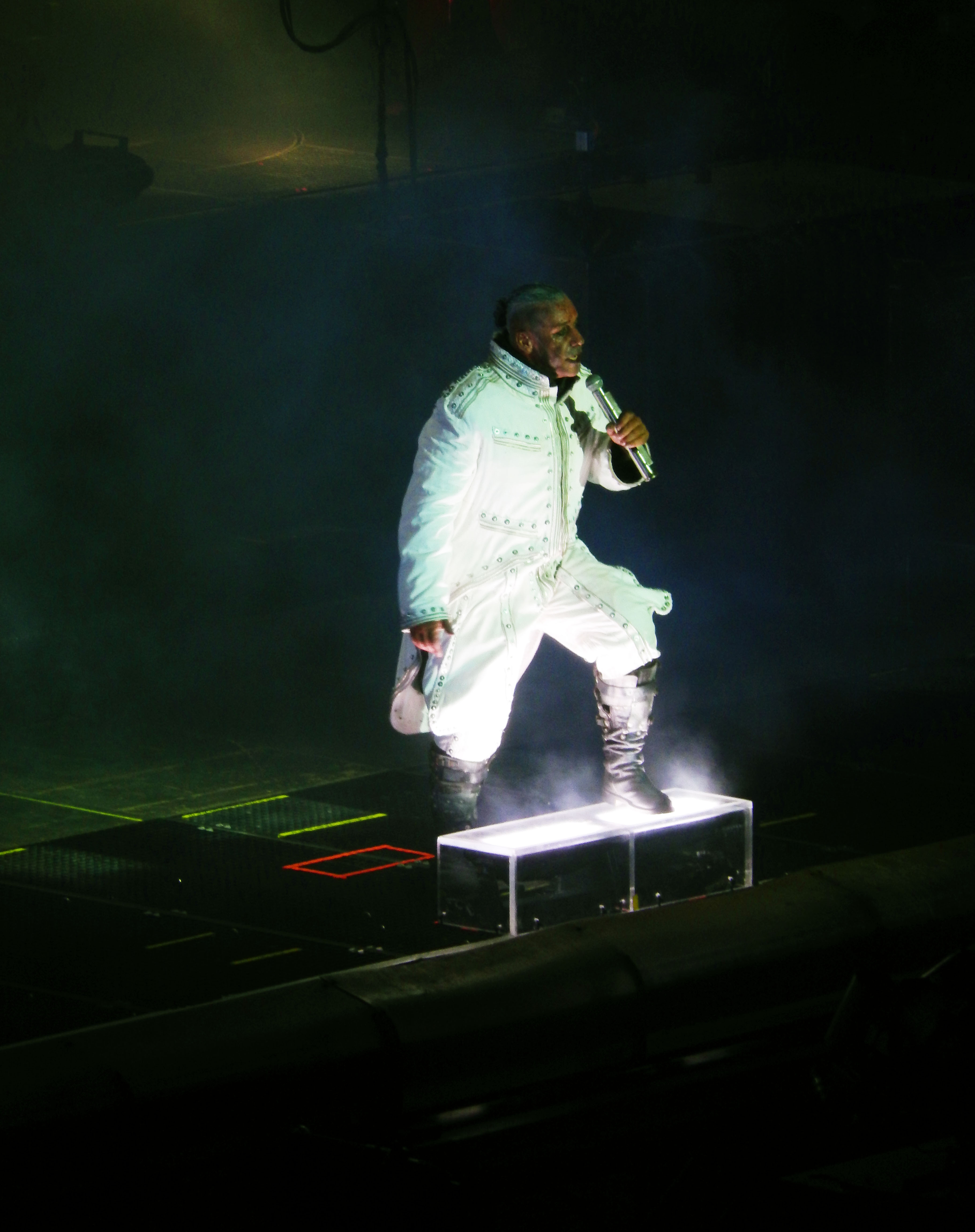
Till Lindemann (Rammstein aux Arènes de Nîmes le 12 juillet 2017)

En 2015, Till se lance dans une carrière solo, en créant le groupe Lindemann épaulé par Peter Tägtgren. Les deux musiciens s'étaient rencontrés en 1999 ou 2000 et restent en contact. En 2013, Till invite Peter à un concert de Rammstein et lui indique que le groupe compte faire une pause. Les deux musiciens collaborent alors afin de publier Skills in Pills, leur premier album, où Peter compose la musique et aide Till pour chanter en anglais. Ils sortent un deuxième album, F & M, en 2019 avant que Till et Peter ne se séparent en 2020.
Le 17 décembre 2021, le chanteur Till Lindemann fait un duo avec la chanteuse française Zaz pour son EP Le jardin des Larmes.

### Vie personnelle
Till Lindemann a eu sa première fille Nele en 1985, à l'âge de 22 ans. Il l'a élevée seul pendant 7 ans. Il a eu une seconde fille nommée Marie Louise en 1993, fruit de sa relation avec une professeure. D'après ses dires, il aurait également un fils.

## Caractéristiques musicales
(juin 2015).
Le rôle principal de Till Lindemann au sein du groupe Rammstein consiste à assurer les parties vocales et les paroles. Son timbre de voix caverneux de baryton, ajouté à sa façon de rouler les R augmentent la puissance qu'il dégage sur scène. Sa participation à Rammstein ne se résume pas à son chant. En effet, il est depuis les débuts du groupe très impliqué dans la conception et la réalisation des effets pyrotechniques et scéniques, étant lui-même souvent victime de ces arrangements (brûlures, chutes, fractures…). Il manipule la plupart des effets et autres gadgets enflammés utilisés lors des shows, mais supervise aussi les déplacements et autres mises en scène tels que le chaudron enflammé sur Mein Teil, lors de la tournée 2004-2005, ou bien la scénographie du titre Ich tu dir weh lors de la tournée 2010, où il se retrouve perché sur un socle d'à peine 60 cm de diamètre, le tout élevé à plus de 10 mètres au-dessus de la scène, afin de déverser une gerbe d'étincelles dans une baignoire métallique disposée à ses pieds… baignoire dans laquelle a été préalablement jeté, sans ménagements, le claviériste du groupe, sorte de souffre-douleur de Till (seulement pendant les concerts, il ne s'agit que de jeux de scène).
Till utilise des micros SHURE depuis ses débuts. D'abord un SHURE SM58 à câble, puis très vite SHURE SM58 et BETA58 HF (sans-fil). Il a pris l'habitude de détruire les pieds supports-micro en les frappant au sol ou sur des décors de scène, ce qui ajoute au côté martial et imposant de sa personne[réf. nécessaire].

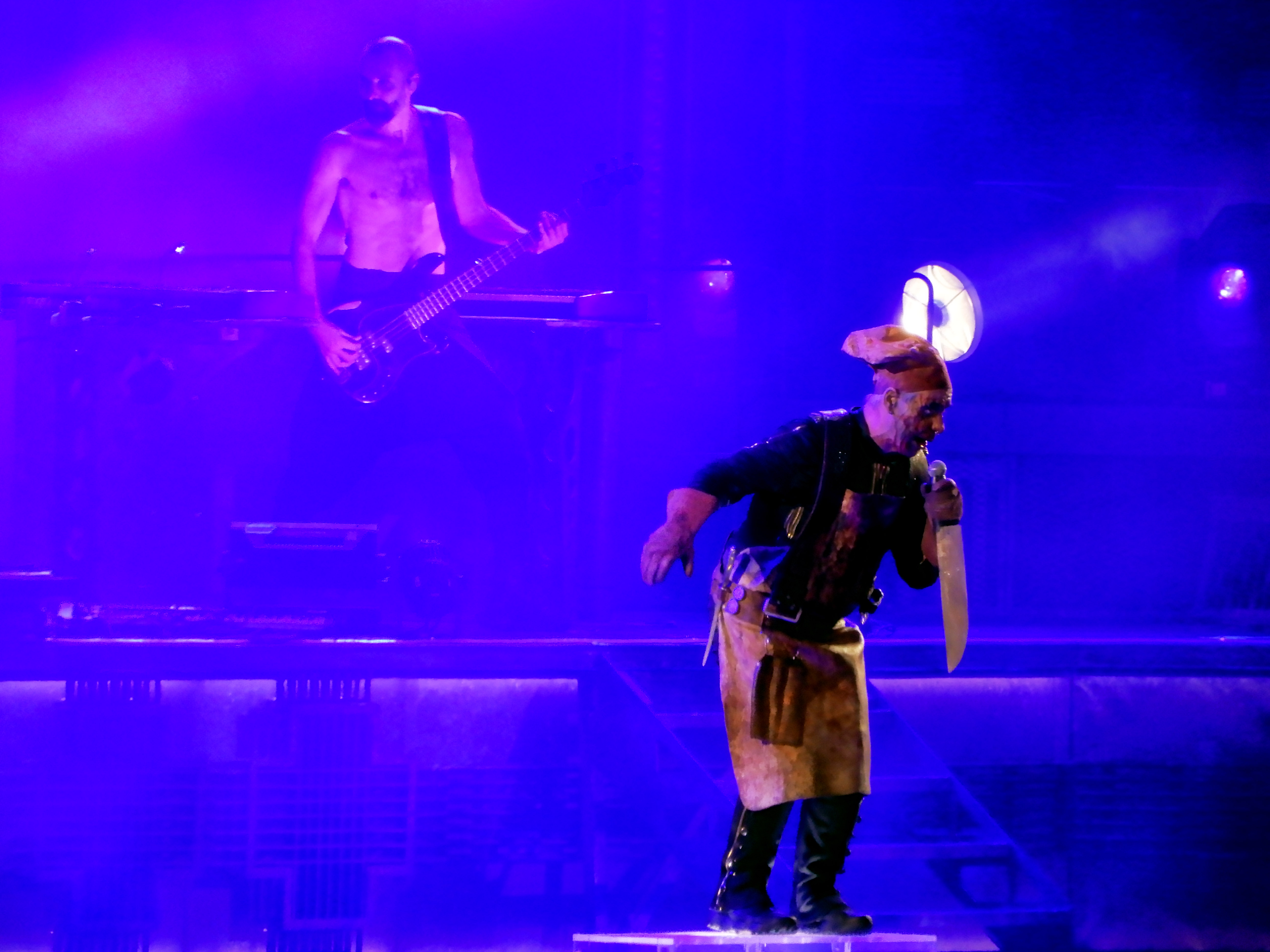
Till Lindemann au Groupama Stadium de Lyon en juillet 2022

Sur la tournée « Reise, Reise Tour » (2004-2005) et « Made In Germany Tour » (2011-2013), il possédait un micro dissimulé dans un énorme couteau de boucher, utilisé sur le titre Mein Teil. Sur les dernières tournées, « Liebe Ist Für Alle Da Tour » (2009-2011), et « Made in Germany Tour » (2011-2013), son micro était entouré d'un tube de métal ajouré, que Till pouvait enficher sur un pied fixé sur un ressort, ou maintenir bloqué sur son ceinturon à l'aide de puissants aimants fixés dessus.

## Autres caractéristiques

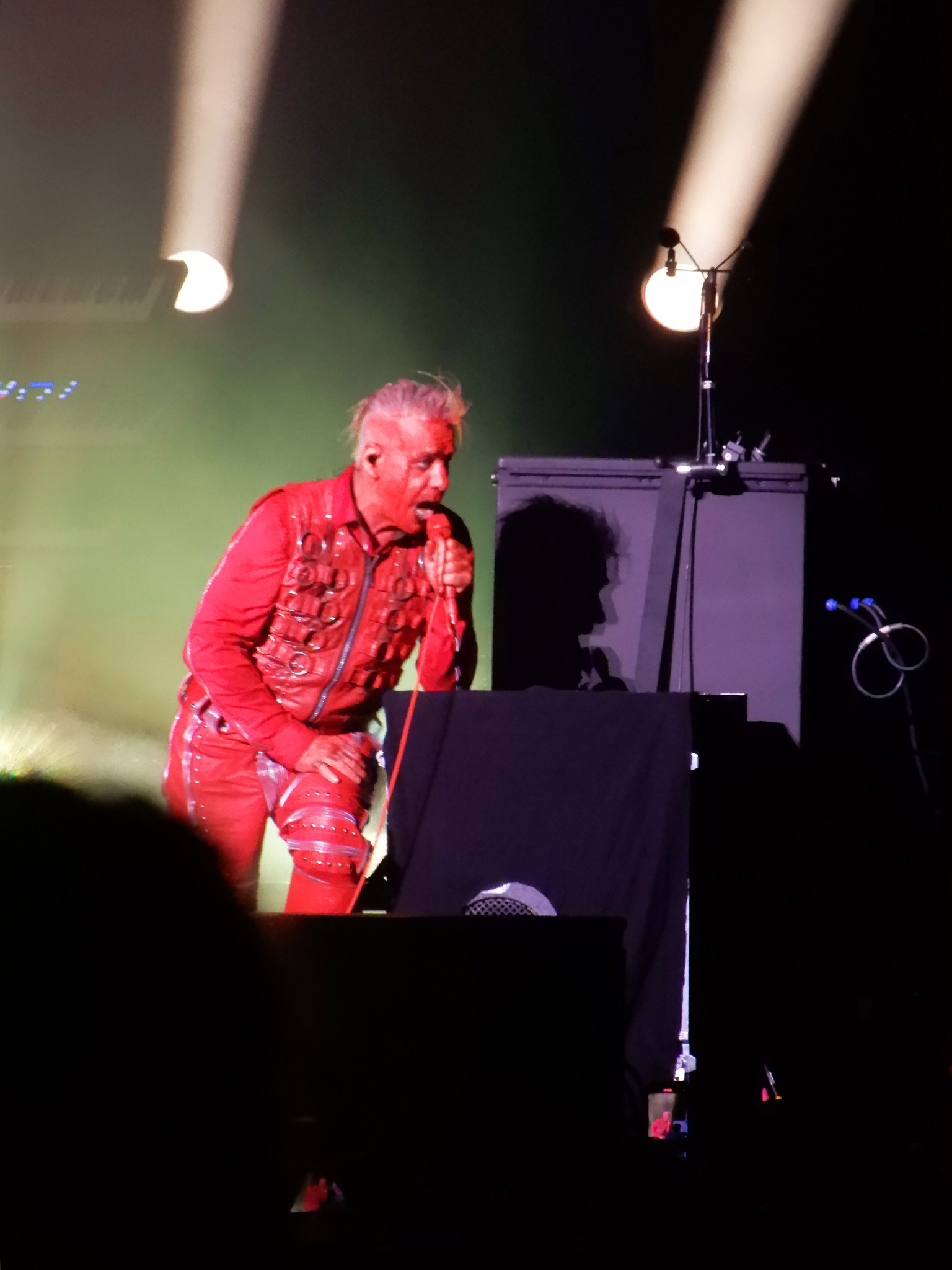
Till Lindemann à l'Accor Arena Bercy Paris le 20 décembre 2023

Till Lindemann est depuis longtemps considéré comme le frontman du groupe Rammstein. Il est en fait le membre le moins enclin à parler du groupe, ou à parler de lui personnellement. Il insiste également sur le fait que les six membres du groupe se délèguent les cachets et autres salaires à parts égales.
Il a toujours eu en horreur les périodes de promotion. Pour preuve, les rares vidéos où il apparaît en entretien montrent un homme désireux d'être partout, sauf devant le micro. D'un naturel très timide, même s'il avoue qu'il a fait des progrès depuis les débuts du groupe, il évite le plus possible de se retrouver dans cette situation, et ne pratique l'entretien que lorsque les autres membres du groupe ne sont vraiment pas disponibles.
Il indique également ne pas être à l'aise lors des concerts en petits clubs, du fait de la proximité immédiate du public, qui le « scrute de haut en bas ». Il a alors l'impression d'être « à la merci de voyeurs capables de percevoir les gouttes de peur suinter hors de ses pores ».
Lorsqu'un journaliste lui demande qui se cache derrière le Till de Rammstein, une fois que le chanteur est descendu de scène, il répond avec humour que c'est indiscret, trop intime, et qu'il n'y a qu'à demander à ses quatre ex-épouses, mais que celles-ci ne feraient pas de lui un portrait très flatteur.
En concert, le groupe adopte un jeu de scène particulier, à mi-chemin entre théâtre burlesque et horrifique. Les membres du groupe ont chacun créé leur personnage de scène. Notamment, Till se penche vers l'avant et tape avec son poing sur son genou. Till avait l'habitude de taper sur son genou pour remettre sa rotule en place à la suite d'une opération du genou, il faisait ce geste pendant la tournée Herzeleid. Paul, le guitariste, trouvant ce geste amusant, encouragea Till à continuer pour l'effet scénique.
Malgré sa discrétion, sa timidité, il est explosif sur scène, possède une personnalité de leader et fait preuve de charisme en partie aidé grâce à son physique impressionnant. Il mesure 1,84 m pour un poids de 90 kg avec un volume musculaire très important.

## Accusation d'agressions sexuelles
En juin 2023, il est accusé d'agressions sexuelles et d'abus de pouvoir par plusieurs femmes parmi ses fans ; le groupe Rammstein conteste ces accusations. La chaîne allemande Deutsche Welle consacre un reportage sur le système « rang numéro zéro » par lequel il y a consommation excessive d'alcool, abus de pouvoir et ce système visant à inciter les femmes à avoir des relations sexuelles avec le chanteur du groupe. Une enquête judiciaire est ouverte en Allemagne et le gouvernement allemand requiert que des dispositifs de sécurité soient mis en place lors de la tournée en cours du groupe.
Le 29 août 2023, le parquet de Berlin met fin à l'enquête et estime ne pas pouvoir établir que Lindemann a eu des rapports non consentis à la suite de l'audition de témoins et faute de preuves,.

## Discographie

### First Arsch
- 1992 : Saddle Up

### Rammstein
- 1995 : Herzeleid
- 1997 : Sehnsucht
- 2001 : Mutter
- 2004 : Reise, Reise
- 2005 : Rosenrot
- 2009 : Liebe ist für alle da
- 2019 : Rammstein
- 2022 : Zeit

### Lindemann
- 2015 : Skills in Pills
- 2019 : F & M

### NA CHUI
- 2020 : Till The End

### Till Lindemann
- 2020 : Alle Tage Ist Kein Sonntag (feat. David Garrett)
- 2021 : Любимый город
- 2021 : Ich Hasse Kinder
- 2021 : Le Jardin des larmes (feat. Zaz)
- 2023 : Zunge (single)

## Filmographie
- 1999 : Pola X, de Leos Carax
- 2002 : Triple X, de Rob Cohen (le groupe Rammstein chante Feuer frei! au début du film)
- 2003 : Amundsen der Pinguin
- 2004 : Vinzent

### Autres participations
Till a participé en 2007 à la reprise de David Bowie Helden du groupe de violoncellistes finlandais Apocalyptica.

## Distinctions

### En solo
- Solaris Film Festival Awards :
  - Meilleur clip vidéo pour le single Ich Hasse Kinder en 2021[14].
  - Meilleure chanson pour le single Ich Hasse Kinder en 2021[14].
- Prague Independent Film Festival :
  - Nomination dans la catégorie meilleur clip vidéo pour le single Ich Hasse Kinder (En attente de la cérémonie - 15 Novembre 2021)[15].

### Avec Lindemann
- Žebřík Music Awards : 
  - Meilleur événement live en 2020[16].